# Плакета Светог Ђорђа
Плакета Светог Ђорђа је јавно признање које у току године додељује градоначелник Града Крагујевца за изузетан допринос у афирмацији и промовисању града у земљи и иностранству, као и за пружену помоћ Граду или грађанима Крагујевца. Плакета се може доделити домаћем или страном физичком, односно правном лицу, као и домаћим или иностраним градовима или институцијама. Одлуку о додељивању овог признања доноси градоначелник, који га и уручује. У току године могу се доделити највише три Плакете.
Плакета Светог Ђорђа уручује се у облику плакете и дипломе. Плакета на предњој страни садржи уметничку стилизацију лика Светог Ђорђа урађену у позлати, а на наличју се гравира име и презиме добитника и година уручења. Диплома је са утиснутим грбом града израђена од квалитетног графичког или акварел папира, на којој је калиграфским словима исписан текст.

## Добитници Плакете Светог Ђорђа
- 2006 — Харолд Пинтер, британски драмски писац[2]
- 2011 — Никола Хајдин, академик[3]
- 2013 — Александар Ристић — Алф, капитен и један од оснивача Клуба америчког фудбала Дивљи вепрови[4]
- око 2015 — Црвени крст Крагујевац[5]
- 2016 — Град Сомбор
- 2016 — Јавно комунално предузеће Чистоћа[6]
- 2021 — Микица Здравковић, басиста бенда ЧБС и једном од оснивача Арсенал Феста (постхумно)[7]
- 2022 — Универзитетски клинички центар Крагујевац[8]
- 2022 — Застава Завод за здравствену заштиту радника доо Крагујевац[9]
- 2022 — Дом здравља Крагујевац[10]
- 2023 — Александар Вучић, актуелни председник Републике Србије[11]
- 2023 — Михаило Јовановић, актуелни министар информисања и телекомуникација[12]